# Anisotropie
Een materiaal wordt anisotroop genoemd wanneer zijn eigenschappen niet in iedere richting dezelfde zijn. Dit begrip kan betrekking hebben op natuurkundige of mechanische eigenschappen van het materiaal, zoals absorptie, brekingsindex, geleidbaarheid, treksterkte. Wanneer de materiaaleigenschappen niet van de richting afhangen, wordt het materiaal isotroop genoemd.
Bij een aantal mineralen, zoals calciet, is de voortplantingssnelheid van het licht afhankelijk van de richting van de lichtstraal in het materiaal. Dit is een voorbeeld van optische anisotropie. Zodoende ontstaat het verschijnsel van dubbelbreking.
De term wordt ook gebruikt bij biologische materialen. Zo zijn bij hout o.a. de sterkte, splijtbaarheid en buigzaamheid afhankelijk van hoe het zich gedraagt ten opzichte van de groeirichting.

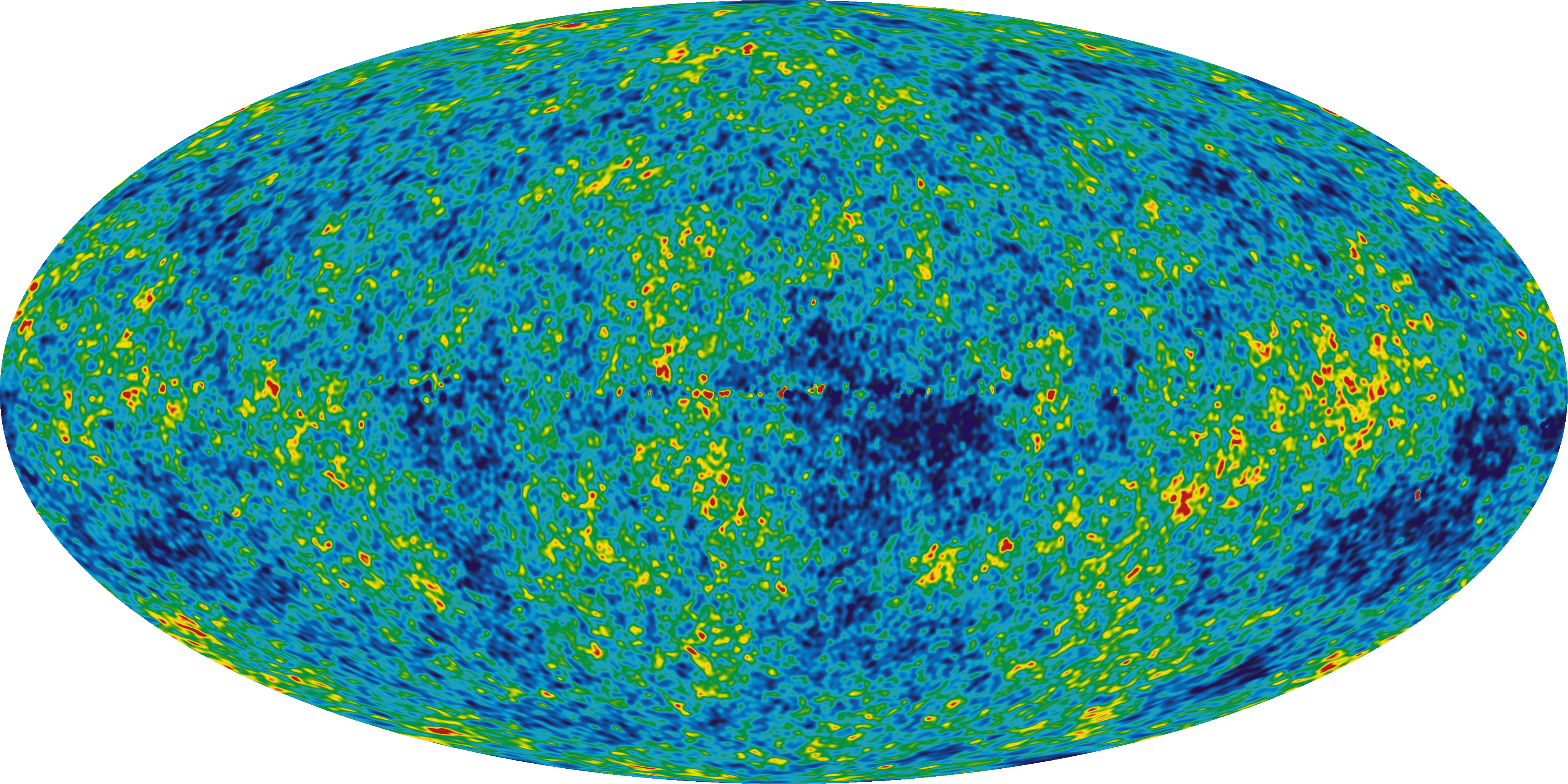
De kleine temperatuurverschillen in de kosmische achtergrondstraling tonen een anisotropie bij het ontstaan van de kosmos

In een anisotroop polymeer vertonen de moleculen een zekere coherentie: aggregaten van min of meer parallel liggende polymeermoleculen.
Versterkte polymeren zijn meestal anisotroop: in de 'versterkte' richting zijn de eigenschappen (onder andere de treksterkte) anders dan in de richting haaks op de versterking.
Polymeren in opgeloste toestand kunnen isotroop zijn, afhankelijk van de concentratie. In isotrope toestand bewegen de moleculen vrij door de oplossing.